# 敢死队3
《浴血任務3》是一部2014年美国戰爭动作片，由澳洲导演派屈克·休斯執導，Creighton Rothenberger、Katrin Benedikt和席維斯·史特龍联合编剧。本片为2012年的電影《浴血任務2》的续集、「浴血任務系列電影」的第三部。史特龍、傑森·史塔森、李连杰、杜夫·朗格、蘭迪·寇楚、泰瑞·克魯斯和阿諾·史瓦辛格等前作演员继续担任主演，新加盟演员包括梅爾·吉勃遜、哈里遜·福特、衛斯理·史奈普、安東尼奧·班德拉斯、凱西·葛雷莫、凱蘭·魯茲、維克多·歐提茲、格倫·鮑威爾、勞勃·戴維。美國于2014年8月15日上映。

## 劇情
浴血幫領導人巴尼·羅斯（席維斯·史特龍飾）帶領著手下李·聖誕（傑森·史塔森飾）、岡納·詹森（杜夫·朗格飾）和托爾·羅德（蘭迪·寇楚飾）襲擊一輛前往軍事監獄的列車，幫助巴尼的老友死亡醫生（衛斯里·史奈普飾）出來。死亡醫生被救出後，獨自一人解決列車上的士兵，並讓列車失控直衝監獄、造成監獄大爆炸。死亡醫生接受了巴尼的招募，回到了浴血幫。之後一行人到索馬利亞執行一件軍火商的彈藥走私任務，在那與海爾·凱撒（泰瑞·克魯斯飾）會合後展開行動。當中巴尼驚訝地發現，負責走私的軍火商就是浴血幫初期的聯合創始人康拉德·史東班克斯（梅爾·吉勃遜飾），原本走上歪路的他應早被巴尼解決，沒想到還活著。康拉德發現巴尼等人後隨即上了直升機，拿狙擊槍重傷凱撒並投下炸彈攻擊他們，之後便離去。
浴血幫們回到美國，將凱撒送到醫院治療。中情局幹員麥克斯·杜朗莫（哈里遜·福特飾）接手了教堂先生的職務來對浴血幫下命令，要求巴尼將康拉德活捉回來接受海牙國際刑事法院的審判。巴尼對凱撒感到自責，便決定解散現在的浴血幫而重新去尋找新血。而聖誕等人則留在拉斯維加斯。巴尼找了老友波拿巴（凱西·葛雷莫飾）要他幫忙介紹一個新的團隊，以向康拉德報復。波拿巴帶著巴尼一一去見了新血們，他們包括前美國海軍約翰·史麥利（凱蘭·魯茲飾）、夜店保鏢露娜（龍達·魯西飾）、駭客高手索恩（葛倫·鮑威爾飾）、槍械武器專家火星（維克多·歐提茲飾）和前軍人高戈（安東尼奧·班德拉斯飾）。其中高戈被巴尼拒絕加入。團隊集合後，巴尼從死對頭壕溝鼠（阿諾·史瓦辛格飾）那得知康拉德在羅馬尼亞進行武器交易。巴尼和新成員們找到了康拉德後，就在晚上潛入對方與黑手黨老大格蘭·瓦塔（勞勃·戴維飾）交易的大樓。襲擊後成功捕捉了康拉德，然而，康拉德用原先戴好的GPS追蹤裝置讓手下追上他們，並發射導彈攻擊巴尼等人的車子。巴尼掉進河裡，而史麥利、露娜、索恩和火星全數被康拉德抓去。巴尼在下游被對方手下發現後，趁空隙拔槍殺康拉德的手下。
壕溝鼠給了巴尼看康拉德傳來的影片，康拉德想巴尼示威要挑戰他並打算折磨史麥利等人，並透露了自己的位置。巴尼同意給了先前被拒絕的高戈一次機會和他一起去解救他們，出發時原本的浴血幫成員聖誕、岡納、羅德與醫生耐不住沒有戰鬥的生活且又不想讓巴尼遇難，因此全副武裝要求帶上他們，巴尼也只好同意。一行人到達敵方的所在地後，順利地解救了新成員們，但周遭無兵看守令他們感到疑惑；原來康拉德打算啟動事先埋好的C4炸彈解決他們，但被索恩使用干擾設備延遲了炸彈的倒數計時，但他們只有不到一個半小時的時間。康拉德於是派出了軍隊攻打他們待的建築物，包括坦克和直升機來攻擊。岡納和新成員們起了衝突，但在巴尼的指令下決定努力反擊。這時，壕溝鼠、前浴血幫成員陰陽（李連杰飾）和駕駛著直升機的杜朗莫出來支援。儘管浴血幫們成功打倒了敵軍，但康拉德又派出了第二波的軍隊攻擊，同時炸彈的時間也快到了，眾人準備撤退。然而，康拉德現身獨自要求與巴尼決一死戰，堅持己見的巴尼決定要夥伴們先上直升機，自己前去對抗康拉德。兩人展開博鬥，最後，巴尼搶先一步持槍殺死了對方。干擾裝備的電池耗盡，整個建築開始爆炸和坍塌；巴尼直往頂樓衝及時抓住直升機的繩子而平安和團隊離開。
之後一行人到酒館慶祝，凱撒的傷也已經復原，杜朗莫對於巴尼沒活捉康拉德一事不再計較。巴尼正式接受了高戈、史麥利、露娜、索恩和火星的加入，而原本的浴血幫成員也決定繼續跟隨著巴尼。

## 角色

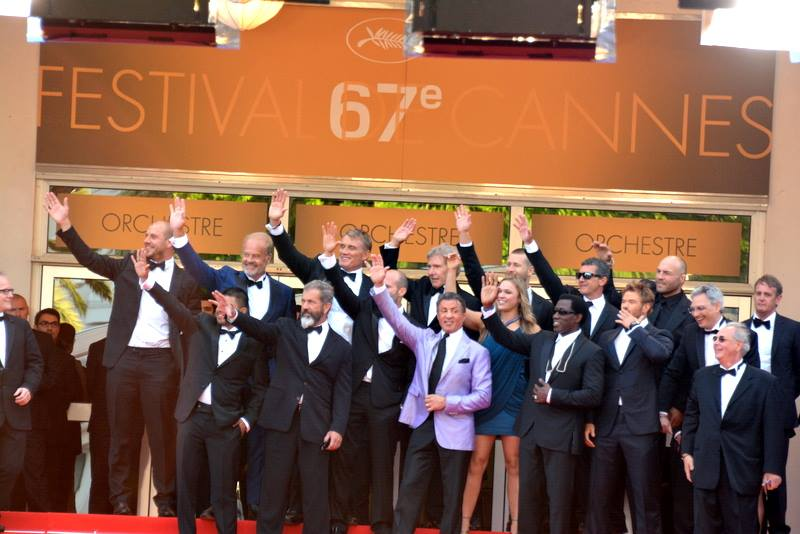
《浴血任務3》的演員們出席第67屆坎城影展宣傳電影

### 浴血幫成員
| 演員                               | 角色                    | 備註                                                                                                 |
| 席維斯·史特龍 Sylvester Stallone   | 巴尼·羅斯 Barney Ross   | 浴血幫的指揮官，性格古怪，視弟兄如家人。                                                             |
| 傑森·史塔森 Jason Statham          | 李·聖誕 Lee Christmas   | 浴血幫的刀刃專家，第二領導者，最了解巴尼的成員。                                                     |
| 杜夫·朗格 Dolph Lundgren           | 岡納·詹森 Gunner Jensen | 浴血幫的狙擊手，不喜歡任何人。                                                                       |
| 蘭迪·寇楚 Randy Couture            | 托爾·羅德 Toll Road     | 浴血幫的爆破專家，個性和頭腦最正常。                                                                 |
| 泰瑞·克魯斯 Terry Crews            | 海爾·凱撒 Hale Caesar   | 浴血幫的槍械武器專家，個性開朗。因任務中被康拉德重傷而退出戰線。                                     |
| 衛斯里·史奈普 Wesley Snipes        | 死亡醫生 Doctor Death   | 前浴血幫成員，前軍醫、刀刃專家。                                                                     |
| 安東尼奧·班德拉斯 Antonio Banderas | 高戈 Galgo              | 浴血幫新成員，原屬西班牙軍隊，喜歡對人交談個沒完沒了，是個話匣子，善於跑酷。受巴尼招募而加入浴血幫。 |
| 凱蘭·魯茲 Kellan Lutz              | 約翰·史麥利 John Smilee | 浴血幫新成員，前海豹突擊隊，善於摩托車競技。受巴尼招募而加入浴血幫。                                 |
| 龍達·魯西 Ronda Rousey             | 露娜 Luna               | 浴血幫新成員，夜店保鏢，善於格鬥技。受巴尼招募而加入浴血幫。                                         |
| 格倫·鮑威爾 Glen Powell            | 索恩 Thorn              | 浴血幫新成員，一名退伍的老兵兼駭客，善於攀爬。受巴尼招募而加入浴血幫。                               |
| 維克多·歐提茲 Victor Ortiz         | 火星 Mars               | 浴血幫新成員，一位有懼高症的神槍手，精通武器。受巴尼招募而加入浴血幫。                               |

### 盟友
| 演員                                | 角色                      | 備註                                                              |
| 哈里遜·福特 Harrison Ford           | 麥克斯·杜朗莫 Max Drummer | 提供浴血幫任務情報的中情局幹員、飛行員。 本片接手教堂先生的任務。 |
| 阿諾·史瓦辛格 Arnold Schwarzenegger | 壕溝鼠 Trench Mauser      | 浴血幫的盟友，另一個僱傭兵隊伍的指揮官。                          |
| 李連杰 Jet Li                       | 陰陽 Yin Yang             | 前浴血幫成員，中國武術高手。 本片轉和壕溝鼠一同行動。             |
| 凱西·葛雷莫 Kelsey Grammer          | 波拿巴 Bonaparte          | 浴血幫的盟友，前僱傭兵，巴尼老友。 幫助巴尼介紹有能力的新成員。   |

### 反派
| 演員                   | 角色                                | 備註 |
| 梅爾·吉勃遜 Mel Gibson | 康拉德·史東班克斯 Conrad Stonebanks | 大反派。浴血幫初期的創始人之一。 後迷上擁有更大利潤的生意而成為軍火梟雄，因此使得巴尼和另外數名浴血成員不得不將他射殺，但豈料康拉德存活了下來並準備對浴血幫展開報復。 |
| 勞勃·戴維 Robert Davi  | 格蘭·瓦塔 Goran Vata                | 阿爾巴尼亞黑手黨的首領，為康拉德生意上的客戶。 |
| Slavi slavov           | 瓦邓 Warden                         | 康拉德的左右手。 |
| Thomas canestraro      |                                     | 康拉德手下。 |
| Harry Anichkin         | 柯罗吶 Colonel                      | 将军。 |

## 拍攝
2013年8月19日在保加利亚和位于索非亚的Nu Boyana Film制片厂正式开拍。2013年8月，已證實布魯斯·威利將不會於本片中再飾演教堂先生一角，他缺席的原因被認為是對片酬不滿。2013年9月，克魯在採訪中透露史塔森在發生的事故中倖存，他所駕駛的卡車因煞車失靈而掉入黑海。2013年11月接受採訪時，寇楚證實拍攝已經完成，並接著討論關於第四部電影的發展。
於第67屆坎城影展上，史特龍宣布，他設想將本片的分級定在PG-13，因為他想達到一個更廣泛受到年輕族群喜愛的電影，儘管本片近乎被評為R級。

## 盜版流出和訴訟
在電影的首映的三週前，DVD數位版在網上遭到洩漏，通過盜版網站，24小時內就被下載超過18萬9000次。一周後估計被流出逾200萬份。2014年7月31日，獅門影業向美國加州聯邦法院對10個匿名人的侵犯版權一舉提出告訴。據報導電影中的數據遭人拷貝偷走，並上傳到互聯網。獅門表示，他們已發送信件給盜版網站運營商提出此訊息，但沒有收到任何答覆。

## 發行

### 評價
在爛番茄基於131條評論有35％的新鮮度，平均分數為4.9。在Metacritic上，本片基於33位評論者得分35，負評居多。
《ReelViews》给50分：对于一部无脑电影，影片的情节出乎意料地紧凑。这也成为问题之一，使得两个小时的片长显得无必要得冗长。《洛杉矶时报》给40分：《敢死队3》是一次沉闷乏味的体验，这之间消耗了大量的子弹、爆破了许多建筑物，但是却几乎没能产生一点戏剧效果。《环球邮报》给25分：《敢死队3》是史泰龙的老牌硬汉系列的又一次重复呈现，也证明了有时候即使你把期望降得再低都会显得过高。

### 票房
美国首周末票房慘澹，以1587万美元列第四位，成为该系列首映成绩最差的一部。次周末收660万列第七位。中国大陆首周7天收获2.25亿人民币列榜首；次周收1.25亿居亚军，最终累计4.53亿。
台北累计2100多万新台币。
| 上一届： 《猩球崛起：黎明之战》 | 2014年中国内地一周票房冠军 第36週（9月1日-9月7日）   | 下一届： 《猩球崛起：黎明之战》 |
| 上一届： 《》                   | 2014年香港一週票房冠軍 第35-36週（9月1日 - 9月14日） | 下一届： 《》                   |

## 續集
在2013年底，蘭迪·寇楚證實，雖然《浴血3》尚未上映，但已有關於第四部的計劃。2014年3月，曾演過詹姆士·龐德的演員皮爾斯·布洛斯南表示，有意在未來的《浴血》續集中加盟。擁有「綠巨人」之稱的摔角手霍克·霍肯在自己的Twitter頁面上宣稱自己將在第四部中亮相。

## 備註
1. ↑  又記作：The Expendables III。